# Kung Fu Hustle
Kung Fu Hustle is een Chinese actiefilmkomedie van Stephen Chow uit 2004 die zich afspeelt in het China van de jaren veertig.

## Rolverdeling
- Stephen Chow als Sing.
- Yuen Wah als de huisbaas.
- Yuen Qiu als de huisbazin.
- Danny Chan als Broeder Sum, de leider van de Axe Gang.
- Bruce Leung als “Het Beest”.
- Chiu Chi-ling als “Het Feetje”.
- Dong Zhihua als “Donut”.
- Xing Yu als the “Coolie”.
- Lam Chi-chung als Bone, Sing's partner.
- Eva Huang als Fong
- Tin Kai-Man als de adviseur van Broeder Sum
- Gar Hong-hay en Fung Hak-on als de twee huurmoordenaars, ingehuurd in opdracht van de Axe Gang.
- Lam Suet en Liang Hsiao als leden van de Axe Gang
- Yuen Cheung-yan als de zwerver die Sing in zijn kindertijd had ontmoet.
- Feng Xiaogang als de leider van de Crocodile Gang.

## Verhaal
Sing is een zwerver met een leven vol tegenslag. Hij concludeert dat het slechte pad leidt tot status, macht en respect. Daarom stapt hij met zijn partner Bone een sloppenwijk binnen onder het voorwendsel deel te zijn van de beruchte “Axe Gang”. Bij het aftroggelen, loopt het mis en trekken ze de aandacht van de echte “Axe Gang”. De geïntimideerde bewoners weigeren toe te geven aan hun eisen. De bende wordt vervolgens verrast en verslagen door drie Kungfu-meesters. De bende, zinnend op wraak, beroept zich op huurmoordenaars om de Kungfu-meesters uit te schakelen. Hoewel zij hierin succesvol zijn, blijken in de wijk nog twee andere Kungfu-meesters te zijn: de huisbaas en de huisbazin. Zij verslaan de huurmoordenaars.
Opnieuw verslagen, richt de bende zich nu naar Sing, die uitzonderlijke vaardigheden bezit in het openen van sloten. Sing krijgt de opdracht de meest beruchte Kungfu-meester (“Het Beest”) te bevrijden uit een psychiatrische instelling om de huisbaas en huisbazin te vermoorden. Sing slaagt hierin, maar ervaart tijdens het gevecht tussen het Beest en de huisbaas en -bazin een moreel conflict. Hij komt tussen door “Het Beest” te slaan met een meubel en raakt zwaargewond. Sing recupereert snel en de huisbaas en -bazin besluiten dat hij een geboren Kungfu-meester is, in staat “Het Beest” te verslaan.

## Beeldspraak
De film is een parodie, waardoor men de focus verwacht op de satirische inhoud. Niettemin gebruikt Kung Fu Hustle diverse stijlelementen. Beeld, licht en muziek zorgen voor een metaforische beeldspraak en verwijzen naar het filmgenre waarop deze komedie zich baseert. Hierdoor wisselt de film van een geloofwaardige oosterse Martial-Arts film naar een satirische parodie. 

### Belichting
De afwisselende belichting en het selectief kleurgebruik benadrukken een mystieke sfeer. Duidelijkst is dat in de eindscènes, waar het zonlicht achter Sing schijnt en enkel de contour van zijn gezicht duidelijk is. Soms ziet men enkel schaduwen, voor het onderwerp “werkelijk” in beeld komt, zoals bij de onthoofding van “Coolie”. 

### Kleur
De zwart-witcontrasten verwijzen naar de yin-yang-symboliek. De Axe Gang komt in beeld met zwarte donderwolken, de huisbazin met (zon)licht gevulde achtergrond. De innerlijke evolutie van Sing komt zo in beeld. Als hij het slechte pad opgaat en de Axe Gang vervoegt, krijgt hij een zwart pak. Na zijn morele inkeer neemt hij het op tegen de Axe Gang in een wit Kungfu pak. De afwisseling en de contrasten tussen “warme” en “koude” kleuren komt vaak voor. Deze contrasten uiten zich in de kledij en in de gebouwen op de achtergrond. De nacht wordt gekenmerkt door donkerblauwe gloed, terwijl de dag tegen een gelige achtergrond wordt geportretteerd. Voor het gebruik van “binnenlicht” maakt men in de film veelal gebruik van rood licht. Tijdens de nacht- of avondscènes  wordt er (neon)straatverlichting, mystieke lichtinvallen of dynamische achtergrondmuziek gebruikt.

### Camerabeeld
De camera wisselt vaak tussen een statisch en een dynamisch perspectief. Het statische komt vooral voor bij geweldloze scènes en de scènes voorafgaand aan een gevecht om spanning op te bouwen. De vechtscènes worden gekenmerkt door bewegende, draaiende of tollende camerabeelden, gefocust op de centrale figuur en vanuit het perspectief van de toeschouwer. De kijker maakt zo deel van de menigte die het gevecht meemaakt. 

### Mise-en-scène
De film gebruikt composities die de Oosterse Martial-Artsfilm typeren.  De geloofwaardigheid verhoogt door details in de kledij, de omgeving, de infrastructuur en de klassieke Chinese muziek. De decors zijn tot een minimum beperkt, maar zijn in detail uitgewerkt. Het decor waar meer dan de helft van de film zich afspeelt, is een sloppenhuizencomplex in Shanghai. Rekwisieten worden symbolisch of leuk gebruikt: men ziet Bone en Sing in de openingsscène voor een reclamebord met twee baby’s. Een ander voorbeeld is de scène waarbij de huisbazin de ramen opent en met haar borst “toevallig” voor de bustehouder aan een wasdraad verschijnt.